# 埼玉県道115号越谷八潮線

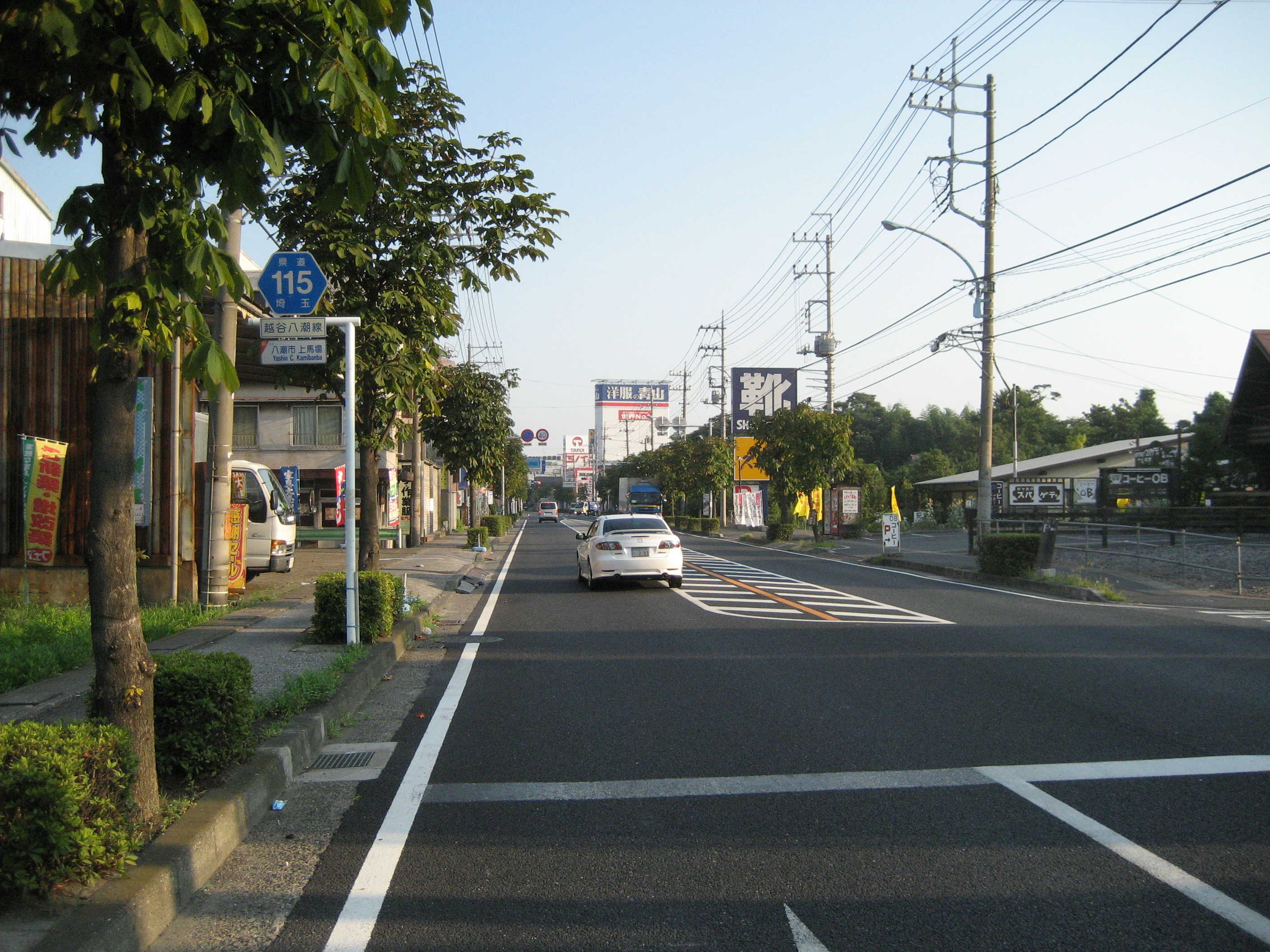
八潮市上馬場付近

埼玉県道115号越谷八潮線（さいたまけんどう115ごう こしがややしおせん）は、埼玉県越谷市と八潮市を結ぶ県道である。
草加市・八潮市部分では、県道に昇格する前から「産業道路」の名称が付けられている。

## 起点・終点
- 起点：埼玉県越谷市下間久里 国道4号先交差点
- 終点：埼玉県八潮市大曽根 埼玉県道116号八潮三郷線交差点

## 概要
起点・越谷市から草加市までの大半が埼玉県道49号足立越谷線と並行している。途中の越谷市西方では、長らく王鉄圧延埼玉工場（旧中央圧延）があったため本県道が分断されており迂回する必要があったが、2015年12月末に廃業した。その後、道路工事が2016年10月上旬より着工し、2017年3月25日に開通。これにより埼玉県道49号足立越谷線や市道への迂回が解消された。

## 道路施設

### 重複区間
- 埼玉県道54号松戸草加線 中央四丁目交差点（埼玉県八潮市） - 八幡小前交差点（埼玉県八潮市）
- 埼玉県道102号平方東京線 大曽根交差点（埼玉県八潮市大曽根） - 八潮南ランプ入口交差点（埼玉県八潮市大曽根）

### 道路施設
- しらこばと橋（元荒川）
- 逆川橋（逆川）

## 地理

### 通過する自治体
- 埼玉県
  - 越谷市 - 草加市 - 八潮市

### 交差する道路
| 交差する道路                  | 交差する道路                  | 交差点名         | 所在地 |
| ----------------------------- | ----------------------------- | ---------------- | ------ |
| せんげん台駅方面              |                               |                  |        |
| 国道4号（越谷春日部バイパス） | 国道4号（越谷春日部バイパス） | 下間久里（北）   | 越谷市 |
| 埼玉県道19号越谷野田線        | 埼玉県道19号越谷野田線        | 東大沢３丁目     | 越谷市 |
| 埼玉県道52号越谷流山線        | 埼玉県道52号越谷流山線        | 西方（北）       | 越谷市 |
| 埼玉県道380号柿木町蒲生線     | 埼玉県道380号柿木町蒲生線     | 蒲生3丁目        | 越谷市 |
| （そうか公園通り）            | （そうか公園通り）            |                  | 草加市 |
| 国道298号（東京外環自動車道） | 国道298号（東京外環自動車道） | 草加産業道路     | 草加市 |
| （松原文化通り）              | -                             |                  | 草加市 |
| 埼玉県道29号草加流山線        | 埼玉県道29号草加流山線        | 弁天2丁目        | 草加市 |
| （神明稲荷通り）              |                               |                  | 草加市 |
| 埼玉県道327号草加八潮三郷線   | 埼玉県道327号草加八潮三郷線   | 稲荷3丁目        | 草加市 |
| 埼玉県道54号松戸草加線        | 埼玉県道54号松戸草加線        | 中央4丁目        | 八潮市 |
| 埼玉県道54号松戸草加線        | 埼玉県道54号松戸草加線        | 八幡小前         | 八潮市 |
|                               | （保健センター通り）          | 西袋児童公園(西) | 八潮市 |
|                               | 埼玉県道102号平方東京線       | 大曽根           | 八潮市 |
| 埼玉県道116号八潮三郷線       | 埼玉県道116号八潮三郷線       | 八潮南ランプ入口 | 八潮市 |

### 沿道にある主な施設等
| 施設                                                          | 所在地 | 所在地 |
| ------------------------------------------------------------- | ------ | ------ |
| ケーズデンキ 越谷店                                           | 越谷市 | 弥十郎 |
| マミーマート 弥十郎店                                         | 越谷市 | 弥十郎 |
| 島忠 越谷店                                                   | 越谷市 | 花田   |
| 越谷市立東越谷小学校                                          | 越谷市 | 東越谷 |
| 越谷市立図書館                                                | 越谷市 | 東越谷 |
| 越谷市立西方小学校                                            | 越谷市 | 西方   |
| 越谷貨物ターミナル駅 （相生陸橋が当駅構内を橋梁横断している） | 越谷市 | 西方   |
| 越谷市立蒲生南小学校                                          | 越谷市 | 南町   |
| さいたま地方法務局草加出張所                                  | 草加市 | 八幡町 |
| マルエツ 草加八幡店                                           | 草加市 | 八幡町 |
| ファッションセンターしまむら 八幡店                           | 草加市 | 八幡町 |
| 草加公共職業安定所                                            | 草加市 | 弁天   |
| 草加工業団地                                                  | 草加市 | 松江   |
| 八潮市立八幡小学校                                            | 八潮市 | 中央   |
| 草加警察署大曽根交番                                          | 八潮市 | 大曽根 |

## ギャラリー

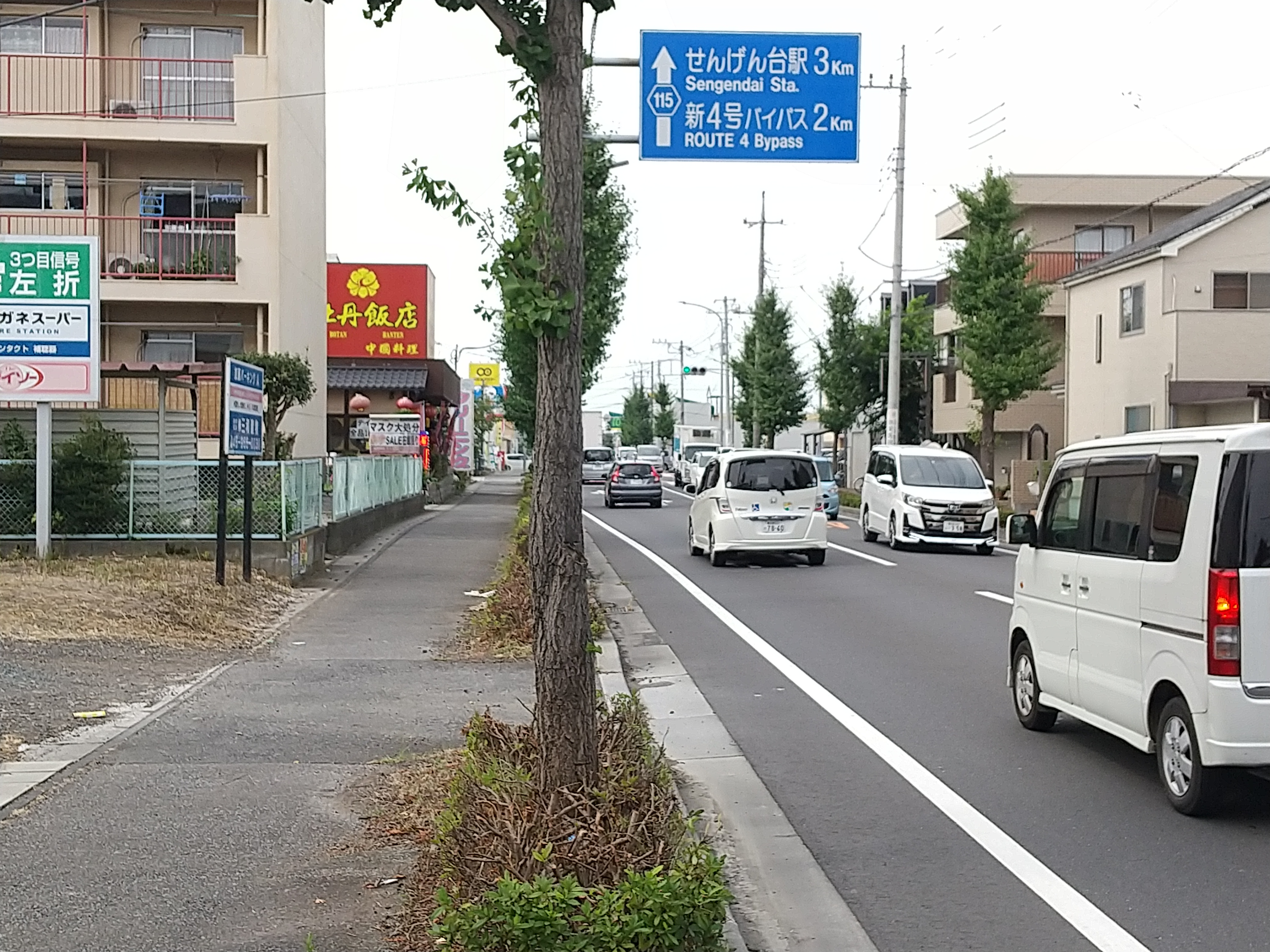
越谷市大里付近
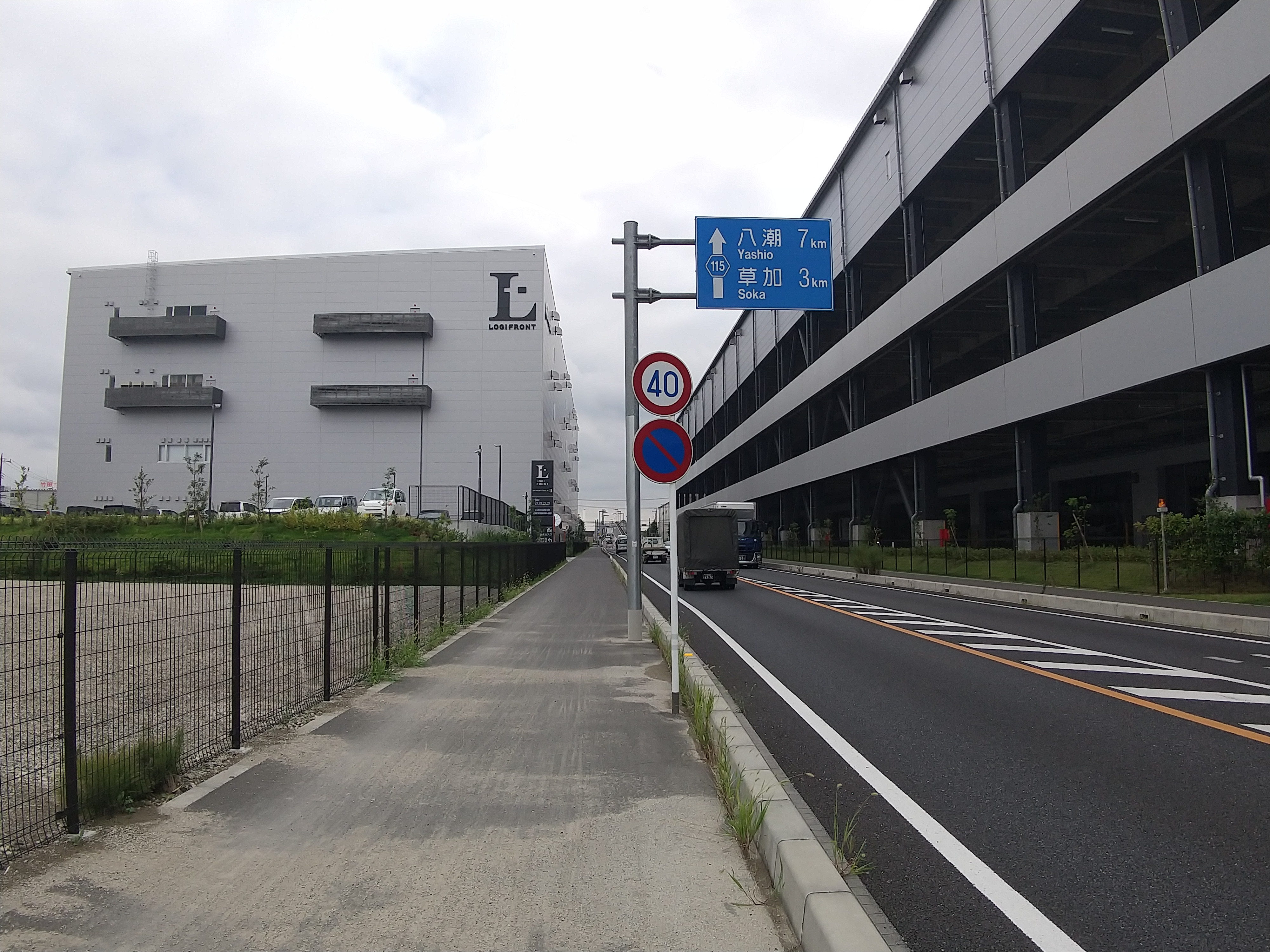
越谷市西方付近
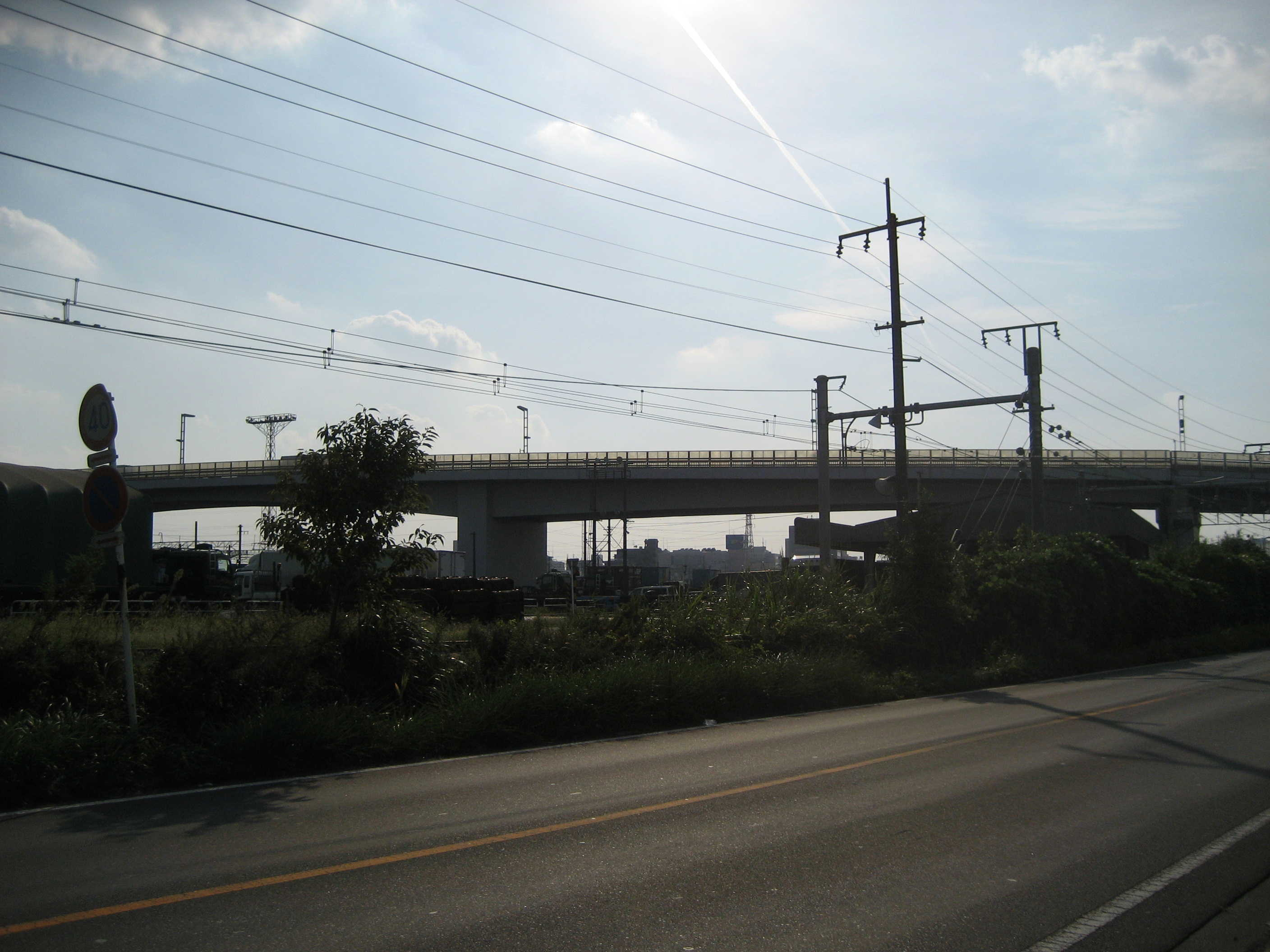
越谷貨物ターミナル駅構内を横断する相生陸橋